# خیرودکنار
خیرودکنار، روستایی است از توابع بخش مرکزی شهرستان نوشهر در استان مازندران ایران.

## جمعیت
این روستا در دهستان خیرودکنار قرار دارد و براساس سرشماری مرکز آمار ایران در سال ۱۳۹۵، جمعیت آن ۳۵۰۰ نفر (۶۳۳خانوار) بوده‌است. این جمعیت شامل افراد بومی وغیربومی وخوش نسین است در خانه بهداشت این روستا جمعیت ۱۹۲۱ نفر ثبت شده‌است که جمعیت کامل روستا نمی‌باشدبه دلیل اینکه بسیاری از خانواده‌های این روستا در این خانه بهداشت دارای پرونده‌ای نمی‌باشند و در بهداشت شهری پرونده دارند
خیررودکنار
نام بلوکی از بلوکات ناحیه تنکابن در مازندران (در گذشته دور). عده قرای آن ۱۷ و مساحت آن نیم فرسخ، مرکز آن خیررودکنار. جمعیت تقریباً ۳۰۰۰نفر می‌باشد. (یادداشت مؤلف). و رجوع به خیررود کنار شود.
خیررودکناریکی از کهن‌ترین روستاهای مرکزی نوشهر می‌باشد که دارای قدمتی سیاسی وتاریخی می‌باشد. این دهستان همواره مرکز امور سیاسی درگذشته وحال بوده‌است و در دوران انقلاب یکی از مراکز عمده جنبش‌های انقلابی بوده‌است.

## مردم و زبان
مردم خیرودکنار از قومیت طبری هستند. مردم خیرودکنار به زبان طبری و گویش کجوری سخن می‌گویند.

## وجه تسمیه
نام روستا برگرفته از رودخانه خی‌رود است که در مجاورت آن قرار دارد. واژه خی در مازندرانی به معنای خوک است؛ اما در صفت "بزرگ" هم می‌آید. خی‌رود به معنای "رود بزرگ" و خیرودکنار به معنای "در کنار رود بزرگ" است.

## مسیرهای ارتباطی روستا
این روستا در ۹کیلومتری مرکز شهرنوشهر واقع شده‌است. برای دسترسی به این روستا سه مسیر ارتباطی اصلی وجوددارد. مسیرهای رسیدن به این روستا از طرف نوشهر عبارتند از:
1. جاده نوشهر رویان، روستای امیررود، روستای مارگیرده، روستای خیررودکنار
2. جاده نوشهر رویان، روستای لتینگان، روستای سنگتو، روستای خیررودکنار
3. جاده نوشهر رویان، روستای سیدعلی کیا سلطان، روستای خیررودکنار

قابل ذکر است تمامی جاده‌های فوق از نعمت آسفالت برخوردار می‌باشند.

## تاریخچه

### دوران باستان

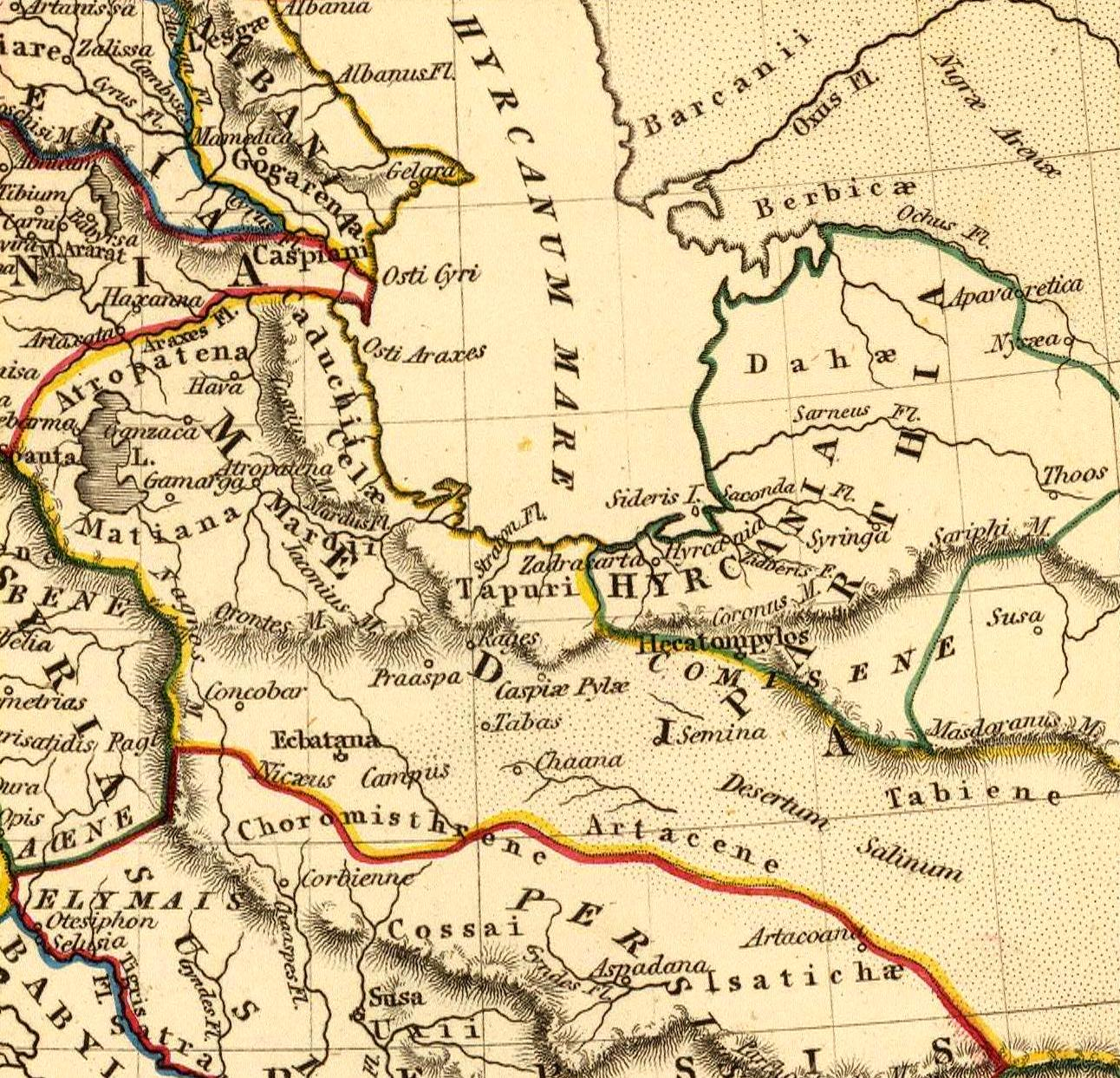
موقعیت تپورها در قرن دوم قبل از میلاد، از شرق سپیدرود تا اسرم هیرکانیا

استان مازندران پیش از اسلام تپورستان (به پهلوی: ) نامیده می‌شد که برگرفته از نام قوم تپوری (به یونانی: Τάπυροι) می‌باشد که پس از اسلام قوم طبری نام گرفتند و سرزمینشان طبرستان نامیده شد.
به اعتقاد مورخان آماردها نخستین سکنه باستانی مازندران بودند و آماردها از آمل تا تنکابن و تپورها از آمل تا گرگان سکونت داشتند. در عصر هخامنشی در کرانه جنوبی دریای مازندران اقوام، تپوری، آمارد، آناریاکه و کادوسی سکونت داشتند. مورخان آماردها را به مردمان داهه و سکایی و پارسی پیوند داده‌اند.
هرودوت از قبیله مارد (mardes) در کنار دائی‌ها (daens)، دروپیک‌ها (dropiques)، و ساگارتی‌ها (sagarties) به عنوان پارس‌های کوچنشین و صحراگرد یاد کرده‌است. پلینیوس مورخ یونانی محل آماردها را قسمت شرقی مارگانیا شناسایی کرده‌است. استرابون(۶۳ ق. م) قوم آمارد را در کنار اقوام تپوری، کادوسی و کرتی به عنوان اقوام کوهستان نشین شمال کشور یاد می‌کند. استرابو می‌نویسد: تمام مناطق این کشور به استثنای بخشی به سمت شمال که کوهستانی و ناهموار و سرد است و محل زندگی کوهنشینانی به نام کادوسی (Cadusii) و آماردی (Amardi) و تپوری (Tapyri) و کرتی (Cyrtii) و سایر مردمان دیگراست، حاصلخیز است.
به گفته واسیلی بارتلد تپوری‌ها در قسمت جنوب شرقی ولایت سکونت داشتند و در قید اطاعت هخامنشیان درآمده بودند و آماردها مغلوب اسکندر مقدونی و بعد مغلوب اشکانیان شدند و اشکانیان در قرن دوم ق. م. آنها را در حوالی ری سکونت دادند و اراضی سابق آماردها به تپوری‌ها اهدا شد و بطلمیوس در شرح دیلم یعنی قسمت شرقی گیلان در ساحل بحر خزر در آن زمان از تپوری‌ها نام می‌برد.به گفته یحیی ذکا در «کاروند کسروی» آورده‌است: آماردان یا ماردان، در زمان لشکر کشی اسکندر مقدونی به ایران، این تیره در مازندران نشیمن می‌داشتند و آن هنگام هنوز قبایل تپوران به آنجا نیامده بودند. به گفته مجتبی مینوی قوم آمارد و قوم تپوری در سرزمین مازندران می‌زیستند و تپوری‌ها در ناحیه کوهستانی مازندران و آماردها در ناحیه جلگه‌ای مازندران سکونت داشتند. در سال ۱۷۶ ق. م فرهاد اول اشکانی قوم آمارد را به ناحیه خوار کوچاند و تپوری‌ها تمام ناحیه مازندران را فرو گرفتند و تمام ولایت به اسم ایشان تپورستان نامیده شد.

### روستا
درمورد تاریخچه روستا آثار مستندی وجود ندارد اما براساس امامزاده‌ای که در روستای همجوار به نام سیدعلی کیا سلطان (متعلق به ۷۰۰سال پیش) و گفتار بزرگان بر وجود مردمانی به نام گبری‌ها در روستا و وجود محلی به نام قلعه در روستاظن یقین می‌رود که پیشینه سکونت در این روستا به پیش از ورود اسلام به ایران برسد (گبری منظور داشتن دین زرتشتی بوده‌است که با ورود اسلام و به خصوص ورود طوایف جدید این نام برآنان اطلاق می‌شده‌است. البته اطلاعات کافی در مورد آنان وجودندارد اما چیزی که بنابر گفته‌های پیشینیان مصداق دارد در مورد سرگذشت آنان این است که گروهی از آنان برای حفظ دین خود مجبور به کوچ از این محل شدند و بسیاری نیز دین اسلام را قبول کردند. افرادی طایفه دیوسالار را از بازماندگان این افراد می‌دانند اما مدرکی وجودندارد. این گبری‌ها که ساکنان اولیه منطقه بوده انددر قسمت جنوب شرقی مکان فعلی روستا از منطقه معروف به آب سربند زندگی می‌کردند و زندگی آنان متکی به جنگل بوده‌است. البته دلیل زندگی این افراد درمناطق بالا دست نزدیکی به آب وداشتن اشراف برمنطقه بوده‌است). رشد جمعیتی در این روستا در قدیم کند بوده که دلیل این امر را می‌توان دروجودطبیعت سرسخت، کمبود بهداشت جستجو کرد.. از طرفی چون در گذشته حالت مردابی وپوشش لجنی وطبیعی زیاد بوده‌است انواع زیادی حیوانات موذی وپشه وجودداشته که امراض مختلفی را به همراه داشته اندکه مردم بومی بیشتر تمایل به زندگی در ییلاقات کجورداشتند. البته بیشتر قالب افرادفعلی بومی این روستا از دو ییلاق نیمور وویسرمی‌باشندکه دلیل این امر به نظر در سرچشمه گرفتن رودخانه جوار این روستا (خیررود) از این دو منطقه ییلاقی باشد. دلیلی دیگری که دال برگرایش مردمان قدیم این روستا به زندگی در ییلاقات به خصوص در شش ماه اول سال وایام گرم سال را می‌توان به کوچ دادن دام‌ها به ییلاقات در تابستان اشاره نمود. این خصلت ییلاق گزینی را در نسل فعلی هم می‌توان یافت هرچند با تغییرات اساسی درنحوه زندگی، کم شدن ارتباطات عاطفی، نداشتن سکونت گاه در ییلاقات، کم رنگ تر شده‌است اما بسیاری از افراد در زمان‌های بیکاری ویا تعطیل سعی به رفتن به ییلاقات دارند. آثار کشف شده قدیمی که در جنگل‌های این روستا وروستاهای همجوار (بندپی ونجارده) که اغلب به صورت قاچاقی می‌باشدبر پندارهای نقل شده سندیت بیشتری می‌بخشند.
از طرفی دیگر مردمان این خطه با آداب زرتشتی به صورت قهرآمیز برخورد نکرده‌اند که نمود این واقعیت را می‌توان در دلبستگی و نقل قول‌های بزرگان در مورد آداب‌ها و مراسمی که در قدیم برگزار می‌شد عنوان نمود که متأسفانه در نسل جدید به فراموشی سپرده شده‌است آدابی چون چهارشنبه سوری وپریدن از کاه وبزرگ داشتن یاد مردگان، حضور دسته جمعی در مراسم به خصوص عروسی وعزا، دسته‌گیری در روز اول عید، چله نشینی و…
شهدا، جانبازان، آزادگان روستا
با شروع جنگ این خطه از سرزمین طبریان ایران حضور پررنگی در میادین نبرد داشته‌است.

## آب وهوا
استان مازندران استانی با آب و هوای معتدل می‌باشداین روستا نیز با موقعیتی بسیار عالی دارای آب و هوای معتدل می‌باشد. مسافت بسیار نزدیک هم با دریا وهم کوه وجنگل آب وهوایی منحصر به فرد به این روستا بخشیده‌است. البته در چند سال اخیر مقداری برگرمای هوا افزوده شده‌است اما با این وجود دارای هوایی دلنشین می‌باشد.

## شورا ودهیاری
این روستا در حال حاضر دارای یک ساختمان دهیاری می‌باشد که محل جلسه وتصمیمات اعضا شورای اسلامی ودهیاری می‌باشد.

## امکانات روستا
امکانات موجوددرروستا عبارت است از:
1. وجود یک باب کتابخانه
2. وجود دو مسجد
3. وجود یک خانه بهداشت روستایی
4. داشتن یک قبرستان
5. داشتن یک مدرسه در سطح ابتدایی
6. داشتن یک زمین فوتبال
7. داشتن بانک

### محرومیت‌ها
1. نبود مدرسه راهنمایی ودبیرستان در سطح روستا
2. نبود سالن ورزشی
3. نبود پارک
4. نبود حمام بهداشتی
5. عدم تکمیل مسجد
6. کمبود آب آشامیدنی
7. نبود پل روی رودخانه خیررود

## موقعیت جغرافیایی
فاصله مرکز روستا تا نوشهر حدود۹ کیلومتر می‌باشد. در مجاورت این روستا روستاهای از طرف شمال:روستاهای سید علی کیاسلطان ومارگیرده
از طرف شرق:روستای نجارده وبندپی
از طرف غرب:روستای سنگتو
شمال غربی:روستای شوفسکاج ولتینگان
شمال شرقی:روستای نجارده
قراردارند حاشیه جنوبی وجنوب شرقی روستا جنگلی می‌باشد.

## جنگل خیررودکنار
جنگل خیرودکنار با وسعت ۸۰۱۷ هکتار در حدود هفت کیلومتری شرق نوشهر و در استان مازندران قرار دارد. خاک‌های این جنگل دارای رژیم رطوبتی یودیک و رژیم‌های حرارتی مزیک و ترمیک می‌باشند و ارتفاع آن از صفر تا ۲۰۵۰ متر از سطح دریا متغیر است. پوشش گیاهی منطقه نیز از نوع درختان پهن برگ می‌باشد.

## نگارخانه

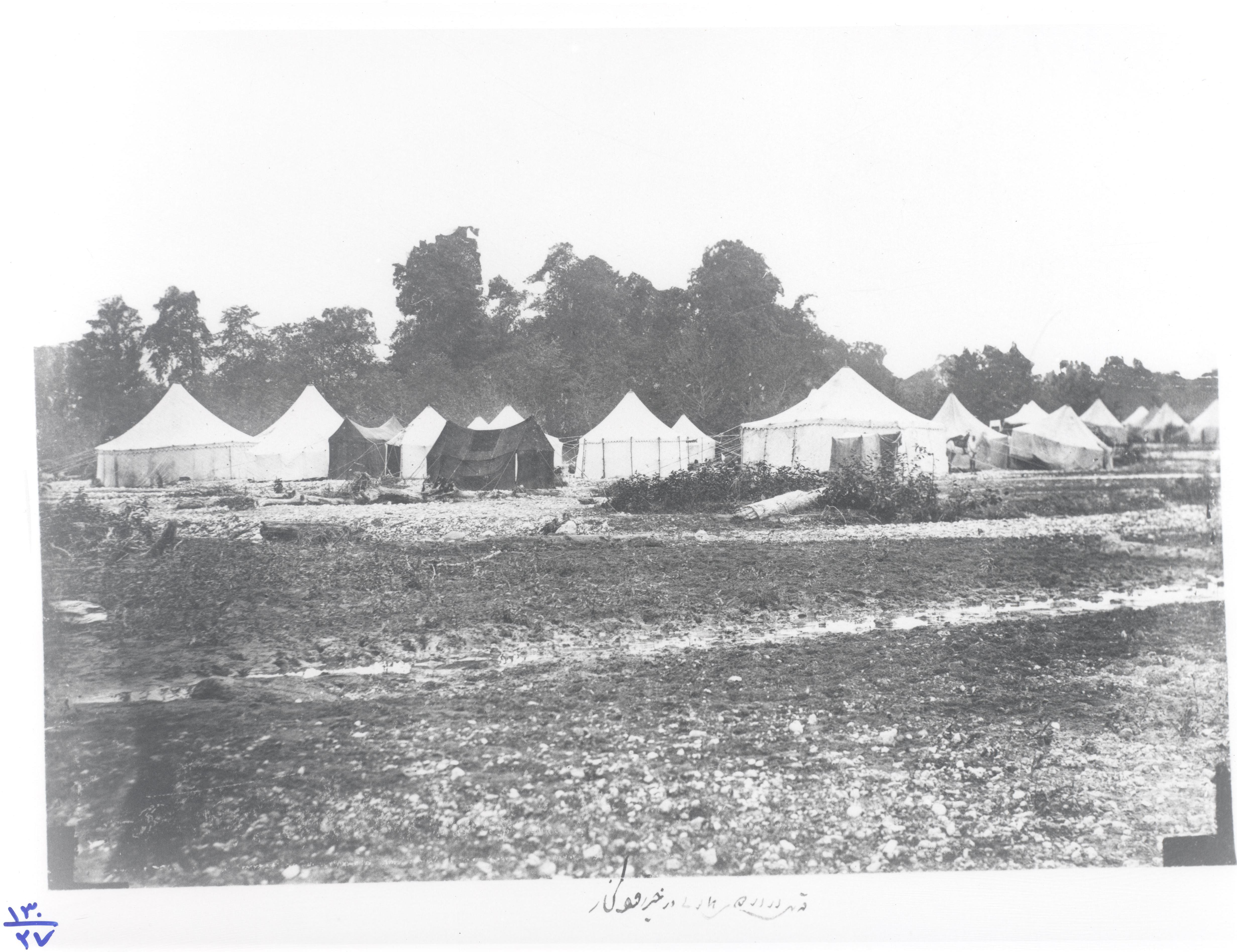
اردوی ناصرالدین‌شاه در خیرودکنار، سال ۱۲۵۴ خورشیدی
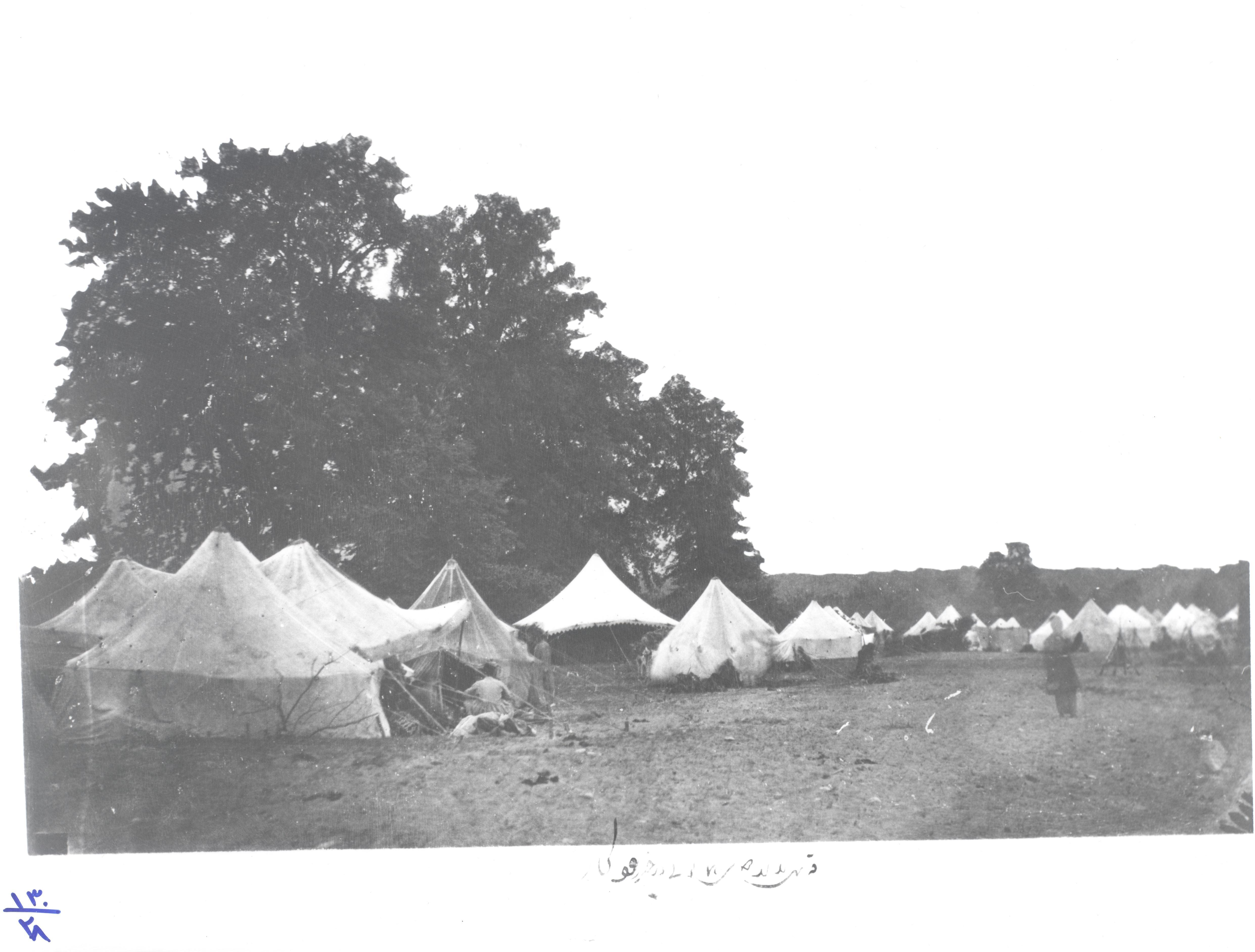
اردوی ناصرالدین‌شاه در خیرودکنار، سال ۱۲۵۴ خورشیدی